# Matanzioides
Matanzioides es un género de foraminífero bentónico de la familia Globotextulariidae, de la superfamilia Ataxophragmioidea, del suborden Ataxophragmiina y del orden Loftusiida. Su especie tipo es Matanzioides conica. Su rango cronoestratigráfico abarca el Holoceno.

## Discusión
Clasificaciones previas hubiesen incluido Matanzioides en el suborden Textulariina del orden Textulariida o en el orden Lituolida.

## Clasificación
Matanzioides incluye a las siguientes especies:
- Matanzioides conica
- Matanzioides simplex